# 복대로
복대로(Bokdae-ro)는 충청북도 청주시 서원구 성화개신죽림동 개신성화사거리와 복대동 기상대삼거리 를 잇는 충청북도 청주시의 도로이다. 

## 주요 경유지
충청북도
- 청주시 서원구 (성화개신죽림동) - 서원구 (북대동)

## 노선
| 이름               | 접속 노선                 | 소재지          | 소재지          | 소재지          | 비고            |
| 구룡산로와 직결    | 구룡산로와 직결           | 구룡산로와 직결 | 구룡산로와 직결 | 구룡산로와 직결 | 구룡산로와 직결 |
| ------------------ | ------------------------- | --------------- | --------------- | --------------- | --------------- |
| 개신성화사거리     | 지방도 제512호선 (서부로) | 청주시          | 서원구          | 성화개신죽림동  |                 |
| 가경사거리         | 장구봉로                  | 청주시          | 흥덕구          | 복대동          |                 |
| (삼거리)           | 경산로                    | 청주시          | 흥덕구          | 복대동          |                 |
| 복대가경시장사거리 | 풍산로                    | 청주시          | 흥덕구          | 복대동          |                 |
| 복대사거리         | 가로수로                  | 청주시          | 흥덕구          | 복대동          |                 |
| 기상대사거리       | 공단로 직지대로436번길    | 청주시          | 흥덕구          | 복대동          |                 |

## 주요 건물 및 시설
- 스타벅스 청주성화점 (충청북도 청주시 서원구 복대로 5)
- CU 청주개신금원점 (충청북도 청주시 서원구 복대로 13)
- 본죽 청주개신점 (충청북도 청주시 서원구 복대로 27)
- SK텔레콤 한음대리점 TPS개신성화점 (충청북도 청주시 서원구 복대로 31)
- 농협 청주농협 개신지점 (충청북도 청주시 서원구 복대로 34)
- 신협 주성신협 복대지점 (충청북도 청주시 서원구 복대로 134)
- 아성다이소 청주가경복대시장점 (충청북도 청주시 서원구 복대로 155)
- CU 청주복대올포유점 (충청북도 청주시 서원구 복대로 161)
- KT 텔나라네트웍 복대점 (충청북도 청주시 서원구 복대로 162)
- 김밥천국 가경복대점 (충청북도 청주시 서원구 복대로 166)
- 알뜰 복대동주유소 (충청북도 청주시 서원구 복대로 206)